# 젊은 날의 초상
"젊은 날의 초상"은 1991년에 공개상영된 대한민국의 영화이다.

## 줄거리
대학생의 사랑과 정치 이념에 대한 경험을 다룬 멜로드라마.

## 배역
- 정보석 : 이영훈 역
- 이혜숙 : 이정님 역
- 배종옥 : 윤점숙 역
- 옥소리 : 혜연 역
- 전인택 : 칼갈이 역
- 이희도 : 김인철 역
- 조재현 : 하경근 역
- 방은진 : 김양 역
- 문미봉 : 김형 모 역
- 신현준 : 혜연의 파티 동료 1 역
- 김승우 : 혜연의 파티 동료 2 역
- 이일재 : 국어 선생님 역
- 이정후 : 정님 딸 역

## 수상
- 1991년 제29회 대종상
  - 최우수작품상
  - 감독상 - 곽지균
  - 여우조연상 - 배종옥
  - 녹음상 - 김경일
  - 음악상 - 김영동
  - 조명상 - 차정남
  - 촬영상 - 정일성
  - 특별상(여자연기상) - 문미봉